# 광산

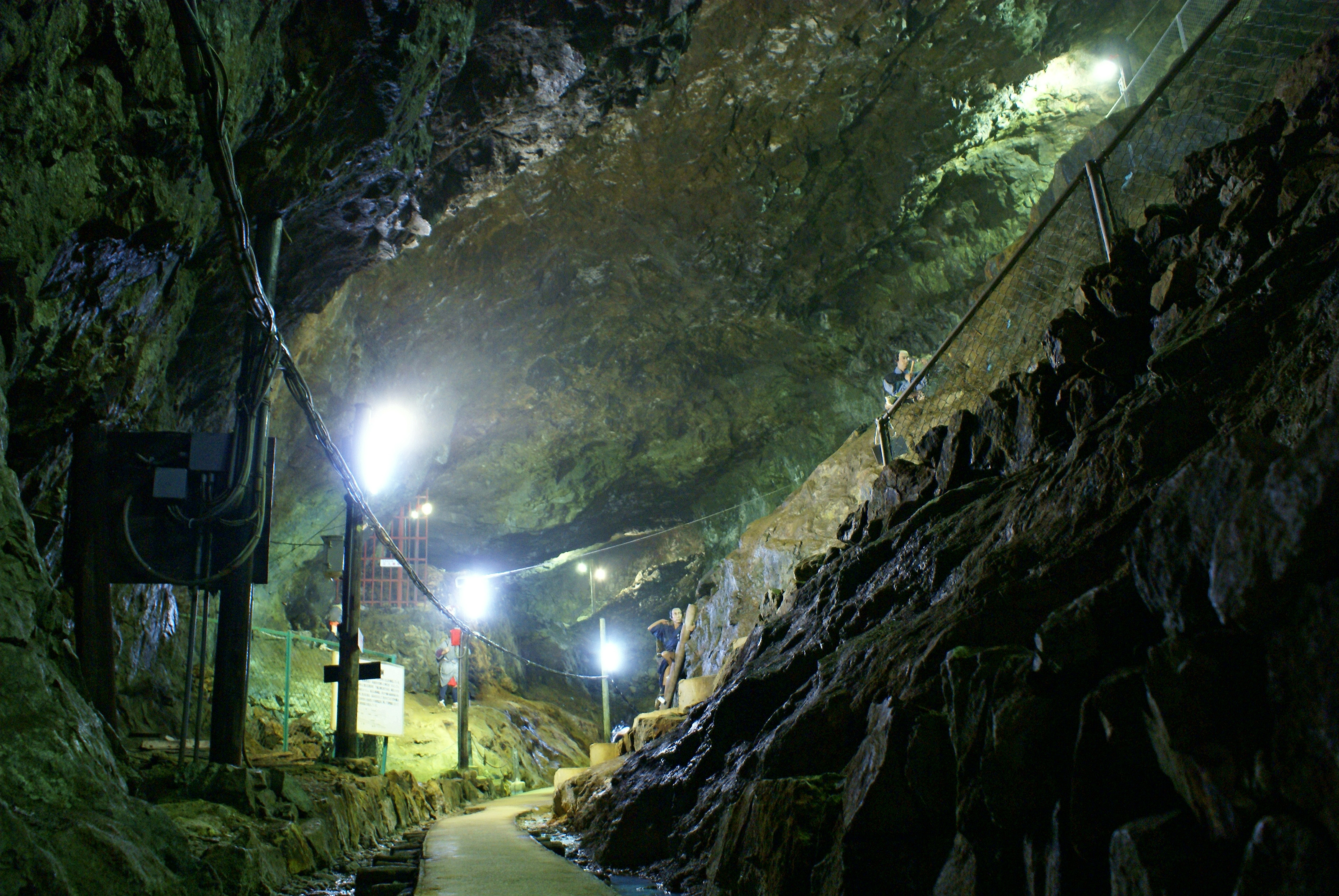
광산

광산(鑛山, mine)은 광업을 하기 위한 장소이다. 아무래도 흙이 많이 쌓인 산에서 자원이 많이 나올 확률이 높기 때문에 산과 관련이 있다. 물론 평지라도 흙이 많이 쌓인 고지대면 산보다 불리하지 않으며 흙이 별로 없는 지역에서도 자원이 나올 수도 있다.

## 같이 보기
- 탄광